# Supermodell

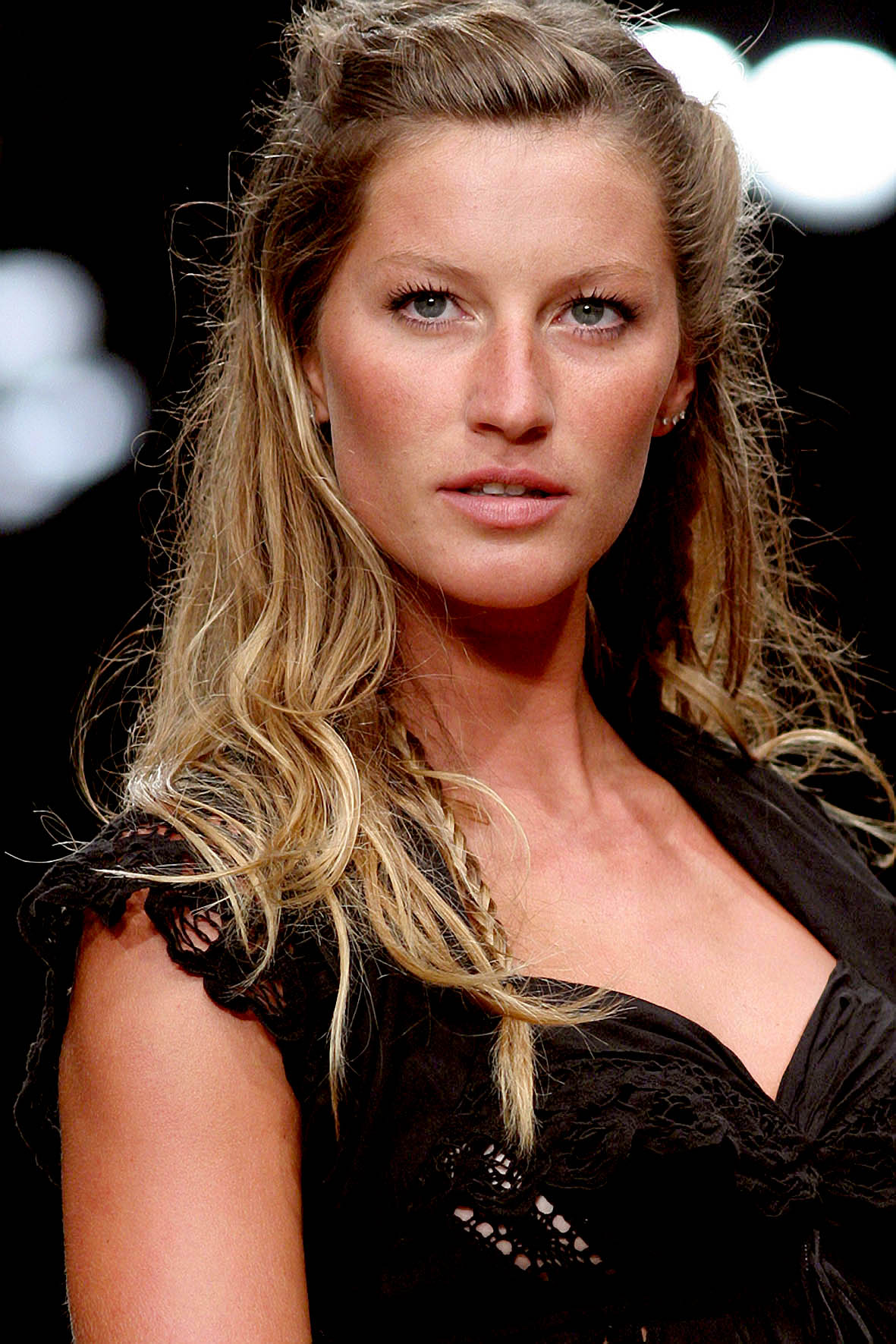
Supermodellen Gisele Bündchen

Supermodell kallas en högt betald internationellt framgångsrik fotomodell. Världens nuvarande bäst betalda supermodell är Kendall Jenner, som under 2022  tjänade cirka 40 miljoner dollar. Andra före detta supermodeller som till exempel Tyra Banks tjänar bra genom sin modelltävling America's next top model och sin egen talkshow.